# محمود نديم بن موسى
محمود نديم بن موسى (1875 - 6 أغسطس 1937) هو صحفي ليبي.

## حياته ونشأته
هو الشيخ محمود بن على بن محمد بن عثمان المولود في طرابلس الغرب وهو من عائلة بن موسي التي تنتسب إلى الشيخ عبد السلام الاسمر، ويرتبط نسبهم بابنة الرسول «ص» فاطمة الزهراء ولقد ولد الشيخ محمود بعد انتهاء حكم القره مانلي بأربع واربعون سنة أي في عام 1875 ميلادي الموافق لسنة 1296 ه‍.
تلقي الشيخ مبادئ القراءة والكتابة والفقه عن والده الشيخ على بن موسى وكان الشيخ على رجل علم وتقوى وورع ومدرسا في مسجد أحمد الباشا وامامه يحفظ بعض المتون الفقهية وله اطلاع في الامور الشرعية. والتحق الشيخ محمود بعد ذلك بكتاب المحلة والذي فيه حفظ القرآن الكريم على يد الشيخ محمد بن محجوب. وواصل تعليمه بعد ذلك بمدرستى عثمان باشا وأحمد باشا القرة مانلي
وتلقى الشيخ محمود علم تجويد القرآن الكريم علي الفقيه الشيخ القمودي

### رحلته لمصر
وفي سن السابعة والعشرين سافر الشيخ محمود إلى مصر للدراسة في الازهر الشريف، وكان على الشيخ ان يعتمد على نفسه في تأمين سبل معاشه وان لايعتمد على اسرته التي ليس لديها ماتنفقه عليه.
وفي القاهرة ادخل الشيخ رواق المغاربة وسجل في السنة الأولى الثانوية بعد أن أجتازاختبار من قبل لجنة من اساتدة الازهر. في مصر عرف الشيخ اياما شدادا فقد كانت الجراية التي تقدم له من الازهر قليلة، ولقد امضى فيها سبع سنوات عجاف يدرس ويستوعب ويحفظ.
وعاد إلى طرابلس عام 1905 بعد أن حصل على الشهادة العالمية من الازهر.

## مسيرته
وبدأ الشيخ دورسه في الفقه والتوحيد بأسلوب شيق يعتمد على الحجة والبرهان، وكان يتخلل مجلسه العلمي كثير من الشواهد الأدبية والشعرية، ويقول معاصرو الشيخ: ان درسه في مسجد احمد باشا كان يتقاطر عليه الكثيرون حتى تضيق به ردهات المسجد وكان صوته قويا ذا نبرة حادة فيه بحة محببة إلى القلوب.

### القاضي الجديد
عين من الوالي رئيسا لمحكمة زوارة الشرعية وقد اضهر خلال عمله في المحكمة نشاط مرموقا مما جعل الناس في زوارة يهنئون انفسهم بالقاضي الجديد.
ساهم في تحرير جريدة الترقي وأبو قشة والمرصاد بعد عودته من مصر

### صحفي
وفي عام 1908 اصدر الشيخ جريدة الرقيب وكان أول صدورها اسبوعية في اربع صفحات الصفحتان الأولى والأخيرة باللغة التركية والصفحتان الداخليتان باللغة العربية.
استمر الشيخ يصدر هذه الجريدة اسبوعيا حتى عام 1911 ميلادي. وعند دخول المستعمر الإيطالي إلى طرابلس توقفت الجريدة كغيرها من الصحف التي كانت تصدر في تلك الفترة.

### الهروب إلى تركيا
سافر تركيا عام 1918 ميلادي، وسمحت وزارة الانباء التركية للشيخ محمود بأصدار جريدة اسبوعية في استانبول باسم «الرقيب» وكانت جريدة أخبارية تنشر أخبار السلطنة العثمانية وبلاغاتها إلى جانب أخبار المجاهدين في ليبيا ضد الاستعمار الإيطالي وبعض المقالات الادبية والاجتماعية، واستمرت في الصدور اربع سنوات إلى ان شعر الشيخ ان السلطات التركية بدأت تتدمر من الجريدة ونشاطها العربي القومي لذلك بدأ يفكر في العودة إلى طرابلس، فأرسل لبعض اصدقائه ليحصلوا له على موافقة السلطات الإيطالية في عودته إلى ارض الوطن. وورد في كتاب (الصحف العربية في تركيا) للشيخ فريد.
«وقد اصدر العلامة الشيخ محمود نديم بن مو سى، وهو من علاماء ولاية طرابلس الغرب الافاضل - صحيفة اسبوعية هي «الرقيب» تشير إلى علو منزلة صاحبها ومقدرته الفائقة في العمل الصحفي وهو (الشيخ محمود) شاب متحمس غيور ذو خلاق عالية».
بعد موافقة السلطات الإيطالية عاد في أول سفينة قادمة إلى طرابلس وقد كنت سفينة يونانية تسمى «كوكا»

### عودة الرقيب من طرابلس
اعيد صدور الجريدة في طرابلس بعد أن سمحت إيطاليا بأصدار الرقيب للمرة الثالثة على ان تماشي السلطة الإيطالية ولاتخرج عن مفهوم الفكر الايطالى.
بعد اربع سنوات تقريبا تغيرت واجهة الصحيفة فقد أصبح العنوان «الرقيب العتيد» بالخط الثلثي الكبير - وكتبت تحت العنوان جريدة سياسية ادبية علمية جامعة تبحث في كل شيء، كما رسم فوق العنوان: صورة عين وقربها بيت من شعر الشيخ محمود:

## وفاته
توفي العالم الجليل الشيخ محمود بن موسى يوم الأحد 8 ربيع الأول1358 هجري الموافق 6 أغسطس 1937.